# 小泉今日子&中山美穂 二人は楽園ハンター!!
『小泉今日子&中山美穂 二人は楽園ハンター!!』は、1999年5月23日に日本テレビ系列で、日曜スペシャルで放送された旅番組。ルーツは同局で深夜に放送されていた小泉今日子がレギュラーを勤めていた番組「ホリーマウンテン」である。

## 出演
- 小泉今日子
- 中山美穂
- ユースケ・サンタマリア

## 概要
- 小泉が親友である中山を誘ってカリブ海にあるトリニダード・トバゴに旅をするという内容。旅の途中、ユースケ・サンタマリアが参加。ユースケは、前年の映画「踊る大捜査線 THE MOVIE」で小泉と、ドラマ「眠れる森」で中山とそれぞれ共演している。
- 番組は序章、最終章を含む全14章から構成されており現地の人と交流を深める内容になっている。
- なお番組内ではまた一緒に旅をすると語られたが続編は製作されておらず、その代わりに翌年中山が作家の村上龍とキューバを旅をする「中山美穂のカリブ楽園共和国」が製作された。
- 撮影は1999年2月10日から18日の間8日間行われた。

## スタッフ
- 構成：田中直人
- ナレーター：木村匡也
- 撮影：橋本尚弘
- VE：福重伸隆
- CA：安達良
- 編集：斎藤哲夫
- MA：西村善雄
- 音効：今野直秀
- 技術協力：池田屋、オムニバス・ジャパン
- コーディネーター：河合直行（RAS）、David Urbina
- 編成：矢追孝男
- 協力：日本航空 ほか
- 広報：大関雅人
- アートディレクター：KO-KUN
- デスク：川渕恵子
- 制作進行：本多里子
- AD：JENNIFER JOHNS
- ディレクター：渡部智明
- 演出：宮下仁志
- プロデューサー：磯野太、絹川明男
- チーフプロデューサー：桜田和之
- 制作協力：ハテナス
- 製作著作：日本テレビ